# Антоновський Степан Іванович
Антоновський Степан Іванович (1787, Гороховатка — 26 серпня 1855, Харків)— ректор Харківської семінарії, настоятель Харківського Успенського кафедрального собору.

## Біографія
Народився в сім'ї дяка. Початкову освіту дав йому батько. Навчався в Харківському колегіумі (1797–1803). По закінню класу риторики направлений до КМА для здобуття вищої освіти і підготовки до вчителювання.
1809 повернувся до Харківського колегіуму, працював учителем у класі синтаксими, а також викладав математику та єврейську мову. Одночасно був суперінтендантом сирітського будинку при Колегіумі, катехизатором, а з 1810 — викладачем поетики, скарбником і бібліотекарем. Відзначався як «вельми здібний, дуже працьовитий, зразково чесний».
З 1811/1812 навчального року викладав риторику, член правління Колегіуму.
14 грудня 1811 посів місце священика у Харківському Успенському кафедральному соборі, не полишивши при цьому попередніх посад.
1 жовтня 1814 Антоновського висвячено у сан протоієрея.
З 1817 — ректор Харківського повітового і парафіяльного училища.
8 лютого 1826 призначено настоятелем Харківського Успенського кафедрального собору замість померлого протоієрея А. Прокоповича.
1828, 1830 і 1842 перебував на посаді ректора Харківської семінарії.
Нагороджений орденом св. Анни II ст. Автор кількох навчальнох посібників та проповідей: «Арифметика», «Избранные вопросы с ответами из Российской Риторики Рижского, с дополнениями в некоторых местах из риторики Ломоносова» (1814), «Дополнения примеров к риторике Бургия на латинском языке», «Слово на смерть ректора Харьковского университета Рижского», «Слово на смерть преосв. Апполоса».
Поховано його у склепі збудованої ним дзвіниці Харківського Успенського собору.